# Nexca
Nexca är en ort i Mexiko.   Den ligger i kommunen Ixtaczoquitlán och delstaten Veracruz, i den sydöstra delen av landet, 240 km öster om huvudstaden Mexico City. Nexca ligger 1 189 meter över havet och antalet invånare är 309.
Terrängen runt Nexca är varierad. Runt Nexca är det ganska tätbefolkat, med 100 invånare per kvadratkilometer. Närmaste större samhälle är Córdoba, 9,9 km nordost om Nexca. I omgivningarna runt Nexca växer i huvudsak städsegrön lövskog.